# Saccoploca divergens
Saccoploca divergens är en fjärilsart som beskrevs av W. Warren 1904. Saccoploca divergens ingår i släktet Saccoploca och familjen Uraniidae. Inga underarter finns listade.